# Kinetoskias mitsukurii
Kinetoskias mitsukurii är en mossdjursart som beskrevs av Yanagi och Okada 1918. Kinetoskias mitsukurii ingår i släktet Kinetoskias och familjen Bugulidae. Inga underarter finns listade i Catalogue of Life.